# 菊乃井
菊乃井（きくのい）は、株式会社菊の井が運営し京都府京都市東山区に本社を置く料亭。
京都市に2店舗、東京都に1店舗を構えるほか、百貨店にも売り場を設けて惣菜・弁当等の製造・販売も行っている。
2009年に「ミシュランガイド京都・大阪2010」に掲載された。
代表取締役である村田吉弘はテレビや雑誌などで、和食の料理人として出演、紹介されることで有名である。

## 沿革
- 1912年 料亭 菊乃井（本店）を創業
- 1976年 菊乃井 木屋町店を開店
- 1979年 木屋町店を現在の場所･四条木屋町下ルに移す
- 1989年 木屋町店を「露庵 菊乃井」として新装開店
- 1993年 村田吉弘が、株式会社菊の井 社長に就任
- 1999年 東京･玉川髙島屋に「菊乃井」売場を開設。有限会社菊の井インターナショナル(現:有限会社クリサンティム)を設立
- 2001年 京都高島屋に「菊乃井」売場を開設
- 2003年 東急百貨店 東横のれん街に「菊乃井」売場を開設。日本橋高島屋に「菊乃井」売場を開設
- 2004年 「赤坂 菊乃井」を開店
- 2005年 横浜高島屋に「菊乃井」売場を開設
- 2007年 新宿高島屋に「菊乃井」売場を開設。東京駅構内「GranSta」に「Jyoan菊乃井」を開設
- 2008年 菊乃井オンラインショップ開設
- 2010年 東京駅構内「GranSta」内「Jyoan菊乃井」が「茶菓 菊乃井」としてリニューアルオープン

## 店舗一覧
- 本店 京都市東山区下河原通八坂鳥居前下る下河原町459
- 赤坂店 東京都港区赤坂6丁目13番地8
- 露庵 菊乃井（木屋町店）京都市下京区木屋町通四条下る斉藤町118

## 菊乃井の名
洛東真葛ケ原は円山公園の東南にあって、むかし真葛が生い茂っていたという地名であろう。付近の渓を菊渓といい、その下に菊水という名水の井戸がある。料亭菊乃井ははじめその下河原にいてこの名にした。

## テレビ番組
- 日経スペシャル カンブリア宮殿 和食の異端児が切り拓く！進化する日本料理の未来（2016年12月22日、テレビ東京）[2]

## 外部サイト
- 菊乃井（公式サイト）